# Grădina Mării (Varna)
Grădina Mării (în bulgară Морска градина, transliterat: Morska gradina) denumit și Parcul Primorski (în bulgară Приморски парк, transliterat: Primorski park)  este cel mai mare și mai cunoscut parc al celui mai mare port bulgăresc la Marea Neagră, Varna. Situat de-a lungul coastei Mării Negre, este o importantă atracție turistică și un monument național de arhitectură peisagistică.
La nord, Grădina Mării se învecinează cu parcul din reședința guvernului Bulgariei, Palatul Euxinograd . Aceste două parcuri au o suprafață destul de asemănătoare de aproximativ 820 de ari. 
Parcul este locul preferat pentru recreere și distracție al locuitorilor din Varna. În afară de aleile lungi de promenadă, de coasta maritimă cu plaja și de numeroasele restaurante, baruri și cluburi, se pot de asemenea bucura și de un complex de piscine și de un loc de joacă pentru copii cu un parc de divertisment și un mic lac cu bărci. Chiar în fața aleii principale a grădinii este așa-numitul "pod de dorințe" - un mic pod care se crede că îndeplinește dorințele dacă îl traversați cu mersul înapoi și cu ochii închiși.

## Istorie

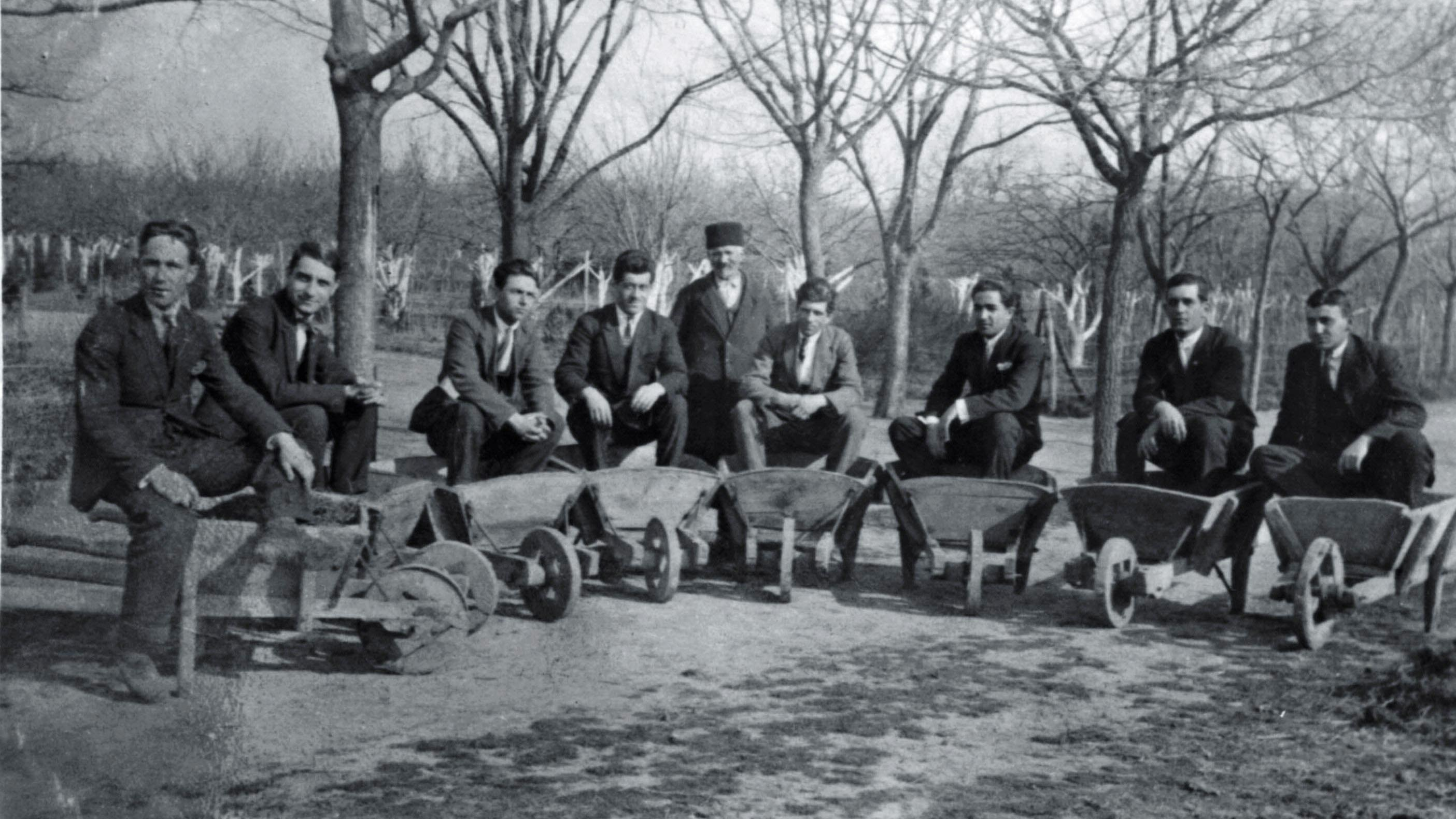
Crearea Grădinii Mării în Varna, aprox 1920. În mijloc: Gheorghi Begajev, unul dintre asistenții lui Anton Novak

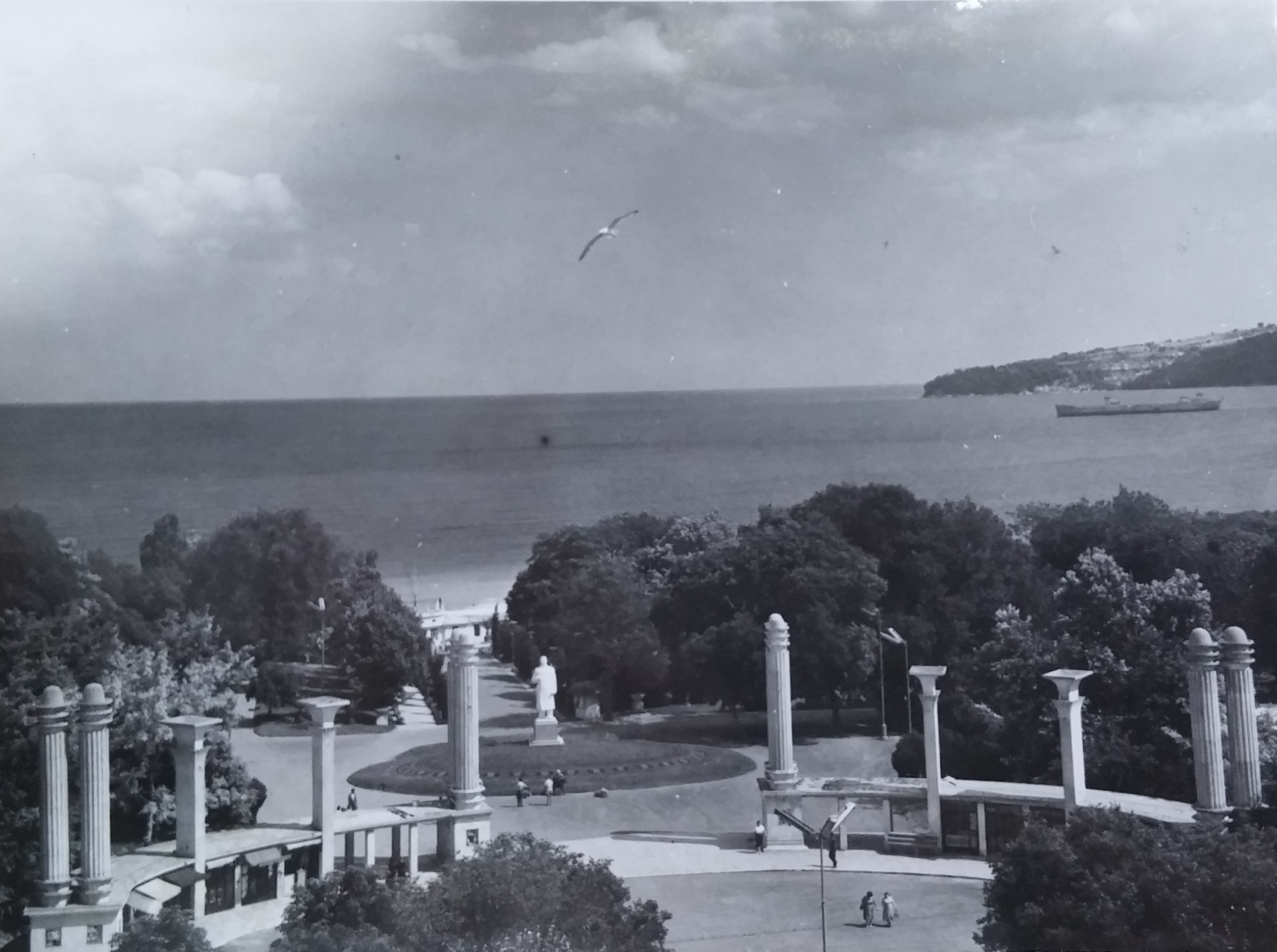
Intrarea în Grădina Mării, aprox. 1950

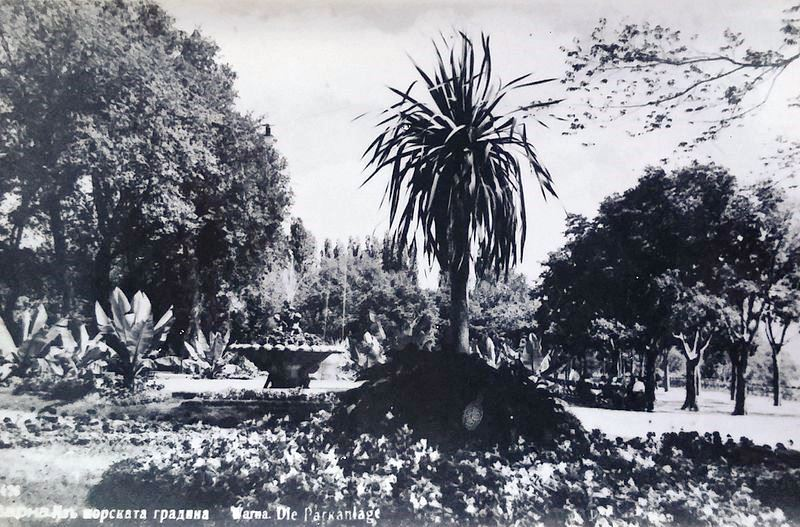
Grădina Mării în 1935

Locul unde se află astăzi Grădina Mării, a fost până la mijlocul secolului al XIX-lea un câmp gol în afara zidurilor orașului. În 1862, o grădină mică a fost amenajată la ordinul primarului otoman al orașului. Aceasta a reprezentat o grădină de legume în apropierea intrări principale din parc de astăzi, iar mai târziu a fost prelungit cu încă patru acri, unde a plantat cireși, lămâi verzi și castane. 
După eliberarea Bulgariei în 1878, primarul Mihail Koloni a sugerat amenajarea unei grădini urbane și a unui parc litoral în 1881 și, în ciuda suspiciunilor, a fost acordată o sumă mică. Ca urmare, Grădina Mării a fost extinsă la 26.000 m² și dezvoltată în continuare conform planului inginerului francez Martinice.
Persoana asociată și considerată că a amenajat cea mai mare parte modernă a grădinii este grădinarul ceh Anton Novák, care s-a specializat la palatele Schönbrunn și Belvedere din Viena. El a fost invitat să lucreze în Varna de către compatriotul său Karel Škorpil la cererea municipalității în 1894 și a ajuns în 1895 la vârsta de 35 de ani. Una dintre cele mai cunoscute clădiri din Varna, acvariul din Varna, a fost construită în grădină în 1906- 1911.
În perioada petrecută la Varna, Novák a făcut o muncă impresionantă: a reamenajat radical grădina și a ordonat să planteze plante din Marea Neagră și Marea Mediterană. Contractul său cu municipalitatea a fost prelungit în 1899, când a fost construită o casă care încă se afla lângă intrarea în grădină. Grădina a crescut treptat până la 90.000 m² în 1905. În 1912-1913 au fost adăugate câteva fântâni, precum și iluminatul parțial electric. Aleea centrală a fost decorată cu monumente ale unor bulgari proeminenți de către un comitet special. Cazinoul de pe litoral a fost construit în anii 1930 și a dobândit aspectul modern după o reconstrucție din anii 1960-1961.
Anii 1930 au văzut plantarea de specii din Olanda, Germania, Republica Cehă și Franța. Grădina a fost extinsă spre sud pentru a ajunge la casa consulului italian Assaretto, astăzi Muzeul Naval din Varna. Grădina a ajuns la frontierele sale actuale în anii 1950, iar copacii din centrul alei centrale au fost înlocuiți cu paturi de flori în anii 1960, ajungând astfel la 20 000 m² în întreaga grădină de pe litoral. În 1939, arhitectul Gheorghi Popov a proiectat intrarea centrală modernă a grădinii, cu o plajă largă și coloane înalte.
O Alee a Cosmonauților a fost amenajată în anii 1960, când primul cosmonaut Iuri Gagarin a plantat prima plantă, un brad argintiu, pe 26 mai 1961, în fața unei mulțimi mari. În același an, a fost ridicată Panteonul celor pierduți în lupta împotriva fascismului. De asemenea lângă Panteon crește pomul plantat de primul cosmonaut bulgar Gheorghi Ivanov . Observatorul și Planetariul au fost deschise în 1968 pe site-ul vechiului teatru în aer liber, iar grădina zoologică din Varna a fost inaugurată în 1961. În fața intrării principale a fost instalat un orologiu în formă de lebădă. Teatrul în aer liber și parcul de distracții pentru copii, este locul concursului internațional de balet de la înființarea sa din 1964, iar delfinariul a fost construit în 1984. Recent, s-a adăugat terariul zootehnic exotic și au fost anunțate planurile de extindere a Muzeului de Istorie Naturală și a Acvariului. În parc puteți vizita și Muzeul Naval unde puteți găsi un interesant afișaj al obiectelor navale istorice, cum ar fi faimoasa navă bulgară de torpile Drazki.

## Atracții Culturale și Naturale
Grădina Mării, Parcul Botanic din Balcic și Grădina Botanică din apropiere de Sfinții Constantin și Elena sunt singurele rezervații artificiale pentru plante rare și protejate de pe coasta maritimă a Bulgariei . Unicitatea Grădinii Mării Varna provine de la extinderea sa naturală la plajă și la mare. Imensă este și importanța Grădinii Mării pentru a reîmprospăta și purifica aerul din orașul în continuă creștere și urbanizare. 

### Alei, monumente, etc.
Există numeroase atracții culturale și naturale în Grădina Mării, dintre care cele mai vizitate sunt următoarele:
- Aleea Părva
- Aleea sporturilor olimpice
- Monumentele de pe Aleea Renascentistă ale revoluționarilor bulgari Hristo Botev, Vasil Levski, Paisie de la Hilandar, Mitropolitul Simeon, en:Vasil_Aprilov, Hagi Dumitru, Petăr Beron, en:Lyuben Karavelov, en:Petko Slaveykov, Gheorghi Benkovski, Goțe Delcev, Zahari Stoianov și Peio Iavorov.
- Aleea cosmonauților, monumente și copaci plantați de Pavel Beliaiev, GT Beregovoi, Alexei Leonov, Valentina Tereșkova, Valeri Bikovski, Adrian Nikolaev, Aleksei Eliseev, P. Popovich, A. Gubarev, de la cosmodromul din Baikonur, Iuri Gagarin , Gheorghi Ivanov , Alexandăr Alexandrov , D. Titov

- Aleea "Monumente ale locurilor bulgărești" (plăci cu locuri memorabile din Sliven , Șipka , Manastirea Dreanovo , Karlovo , Veliki Preslav , Bansko , Beala Cerkva , Șumen , Beala , Ruse , Sviștov , Vardim , Kozlodui, Plevna , Salonic , Manastirea Zografu , Sveta Gora-Muntele Athos , Pliska , Veliko Tărnovo , Oboriște, Kalofer și Sopot )
- Monumentul lui Anton Novak
- Monumentul lui Ivan Vazov
- Monumentul lui Nicholaus Copernicus
- Monumentul grănicerilor
- Monumentul războinicilor ucraineni

- Memorialul Mihman Gavril Porfirovich Krasiuk

- Arhumanul "1700 de ani de la adoptarea creștinismului în Armenia"
- Panteonul (Monumentul luptătorilor căzuți împotriva fascismului și capitalismului din Varna în anii 1923-1944)

- Ceasul încins
- Fântâna cu sirene
- Sculptura cu dragoni (in fata complexului de inot "Primorski")

### Instituții, muzee și multe altele.

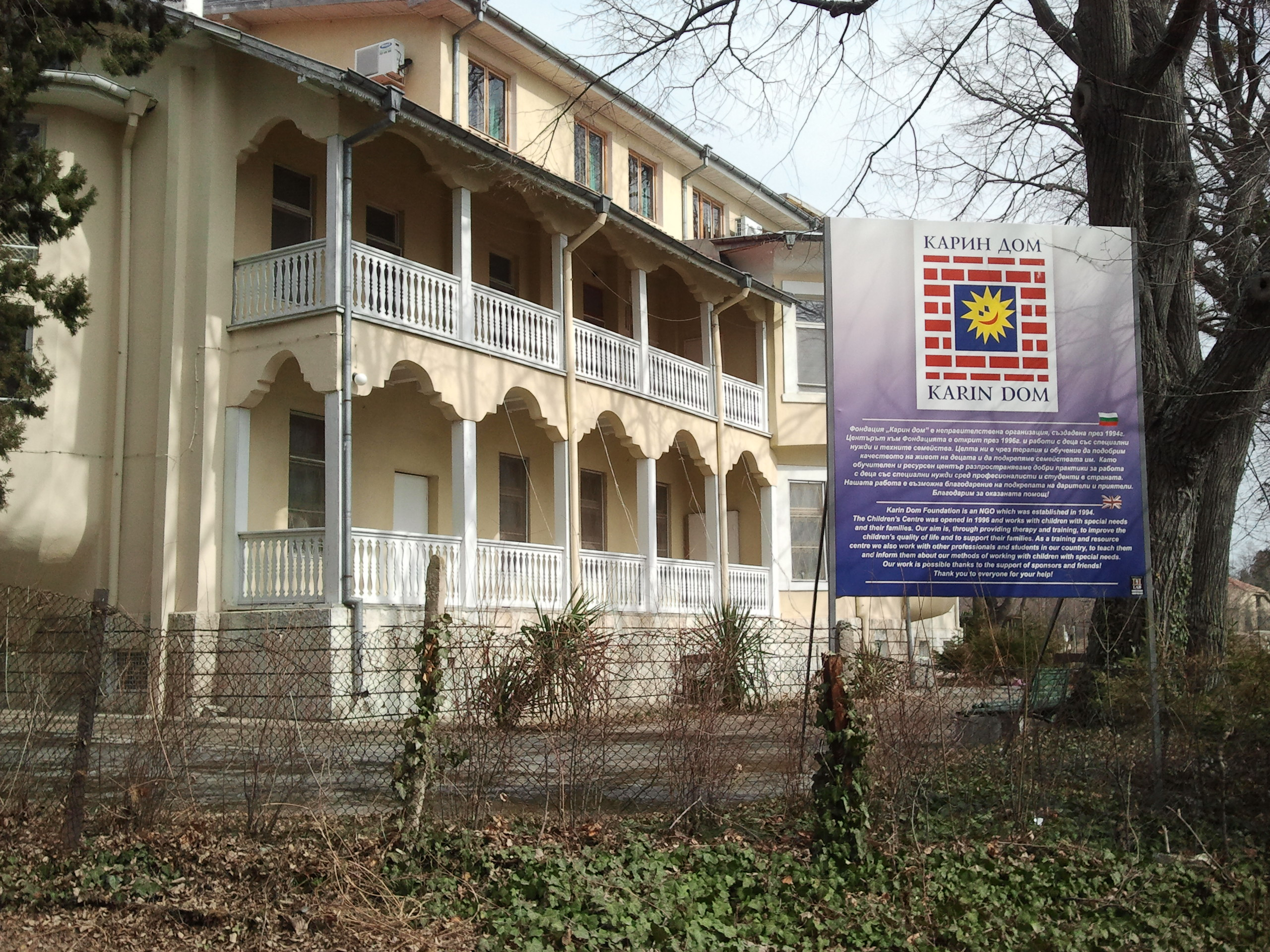
Karin Dom este situat în apropiere de aleea Stanchova

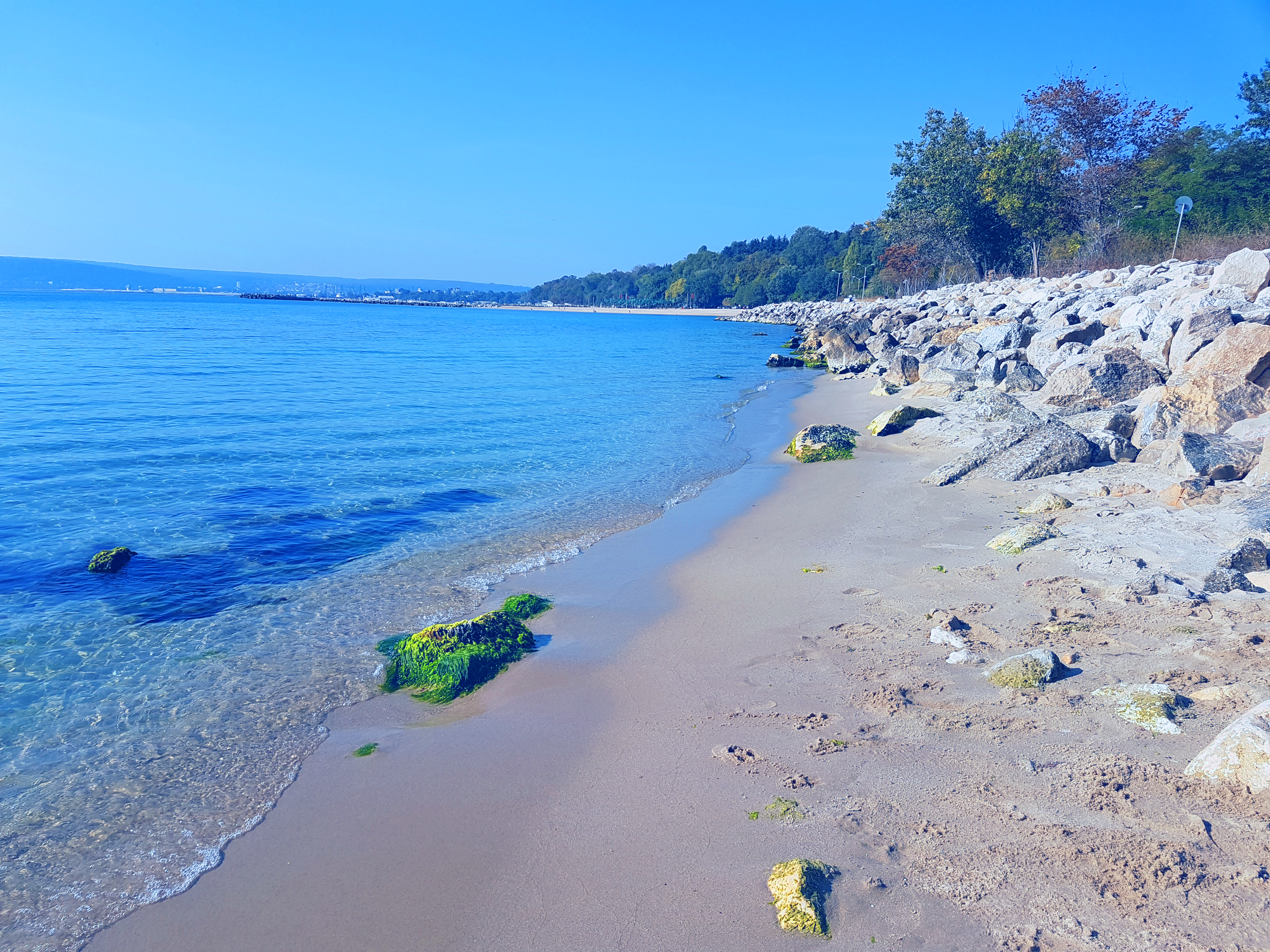
Plaja din fața Grădinii Mării

- Centrul pentru copii cu nevoi speciale "Karin Dom"
- Institutul de Meteorologie și Hidrologie al Academiei de Științe din Bulgaria , Sucursala Varna
- Muzeul Naval
- Muzeul de Istorie Naturală din Varna
- Observatorul Varna cu Planetariul
- Gradina zoologica (Varna)
- Acvariul
- Delfinariul
- Rezervația pentru animale terestre

### Locuri de divertisment și sport
- Teatru de vară
- Scena în aer liber "Rakovina"
- Stadion în aer liber "Amfiteatrul"
- Hidroparc
- Cazinou marin
- Complex "Dețki kăt" cu lac
- OAK "Primorski Park" (1 fotbal, 1 volei, mai multe terenuri de tenis)
- Complexul de înot Primorski (1 interior (în construcție) [6] , 2 piscine în aer liber, centru de fitness și spa)
- Trinity Center (fotbal, volei, baschet, teren de handbal, badminton și futsalul, tenis, sală de scrimă)

Există numeroase restaurante și discoteci în Grădina Mării, un lac de apă, tobogane de apă și alte facilități de distracții.

## Galerie

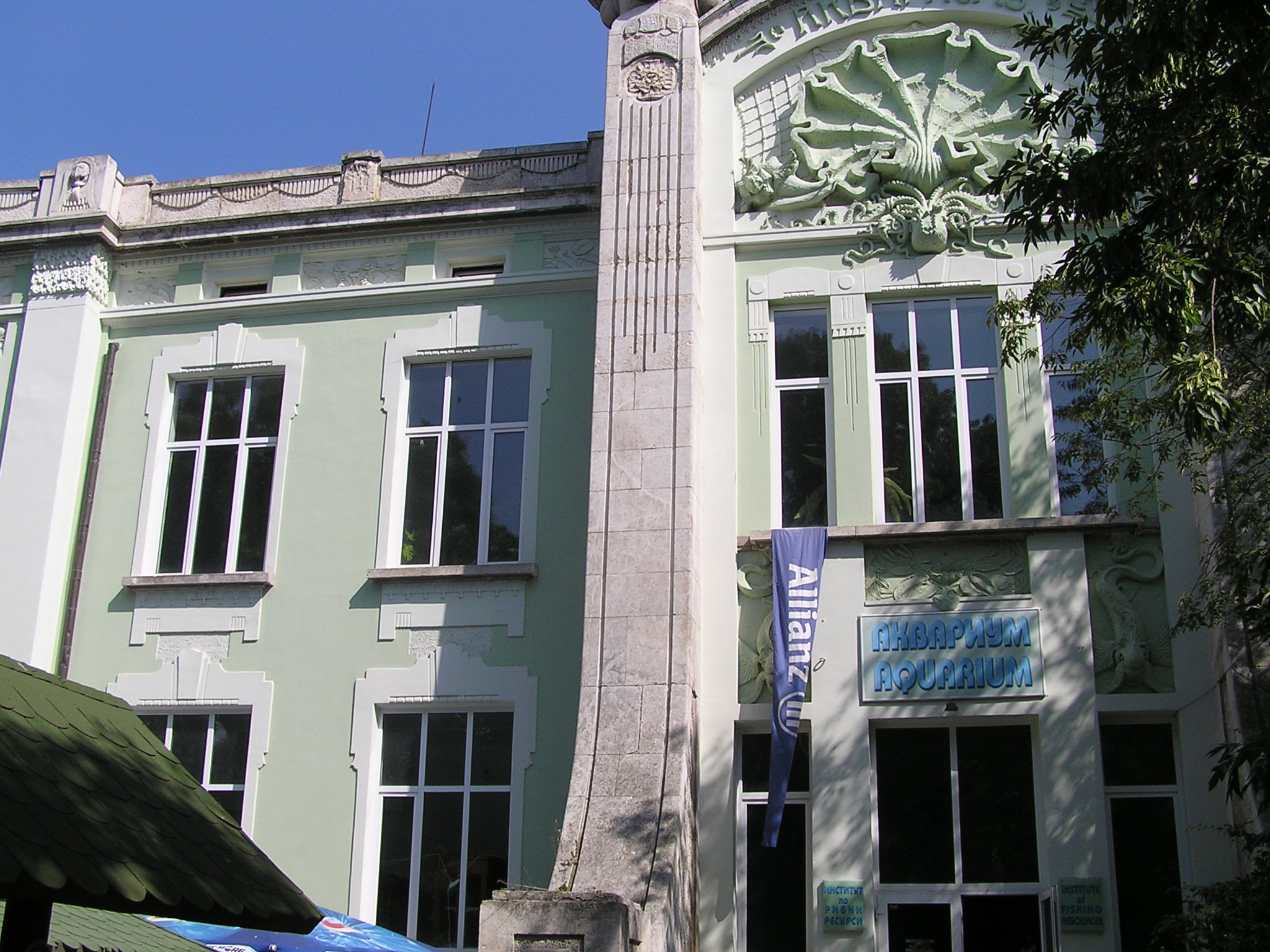
Acavriul din Varna
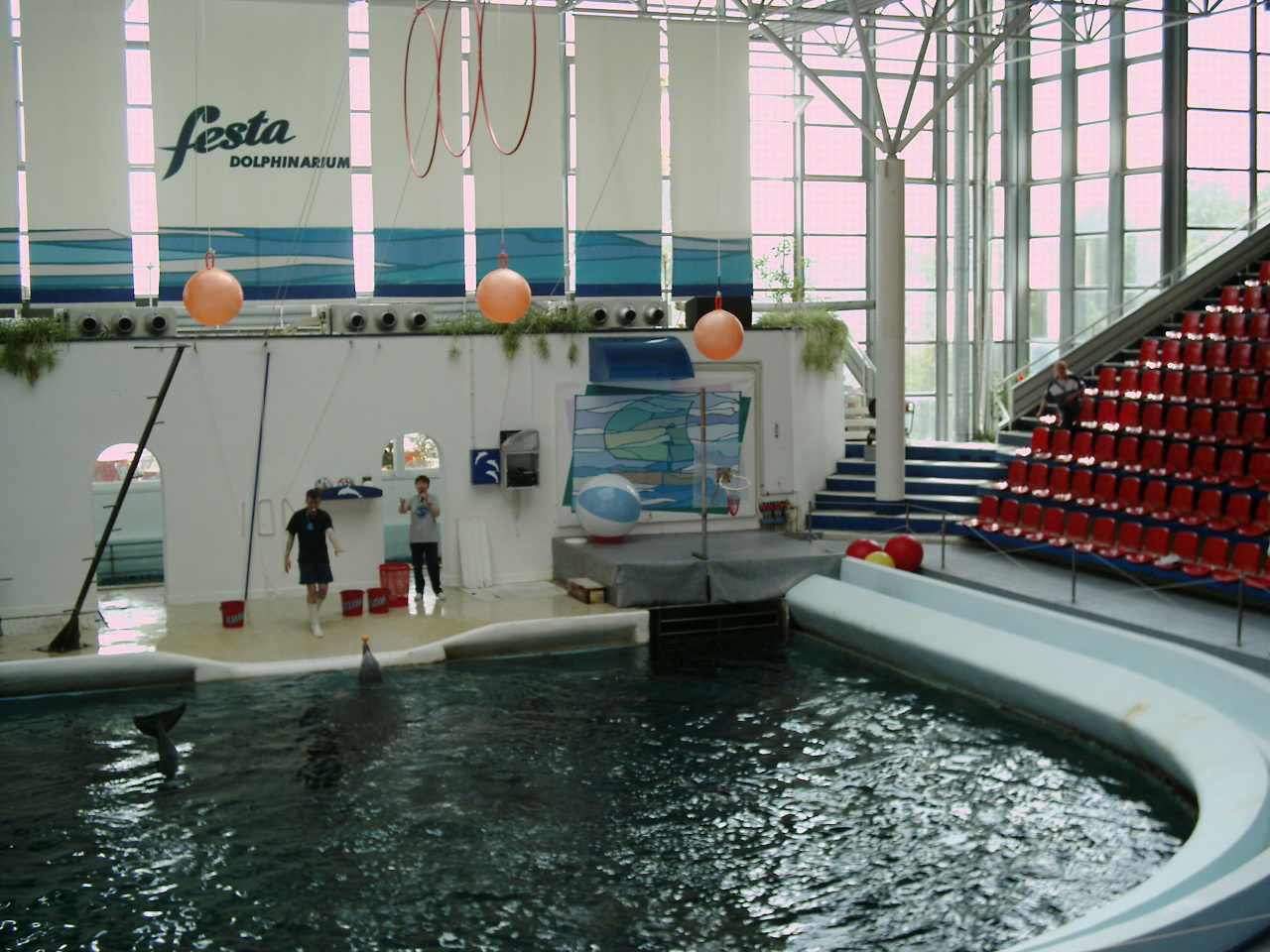
Delfinariul din Varna
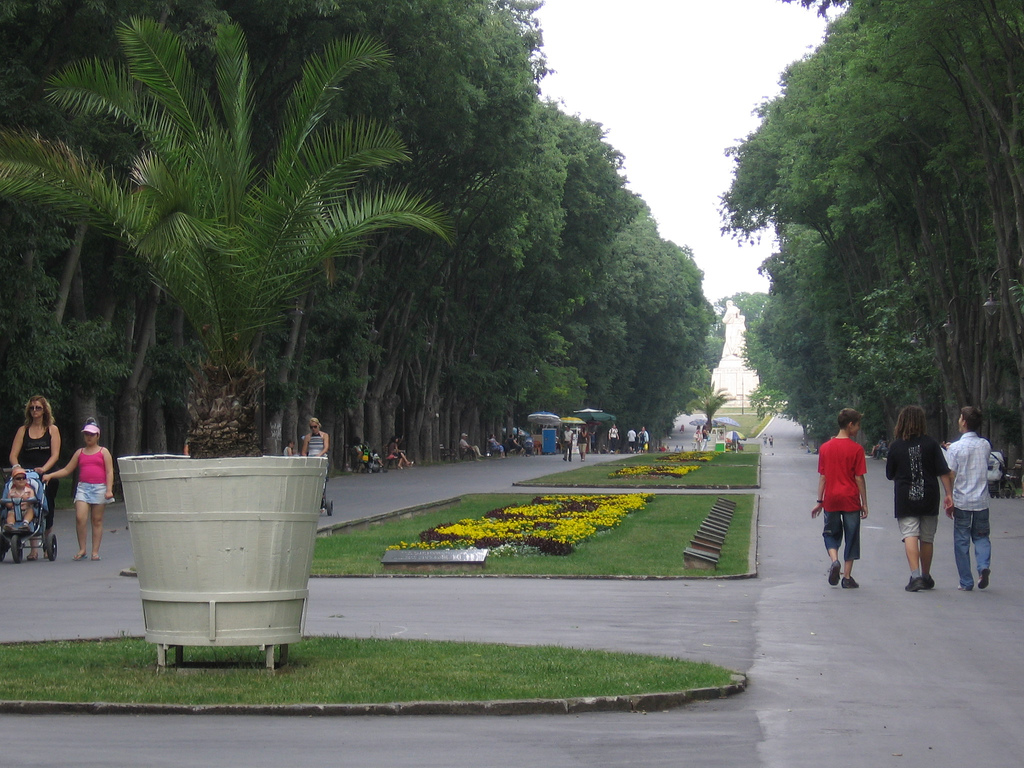
Aleea Renașterii
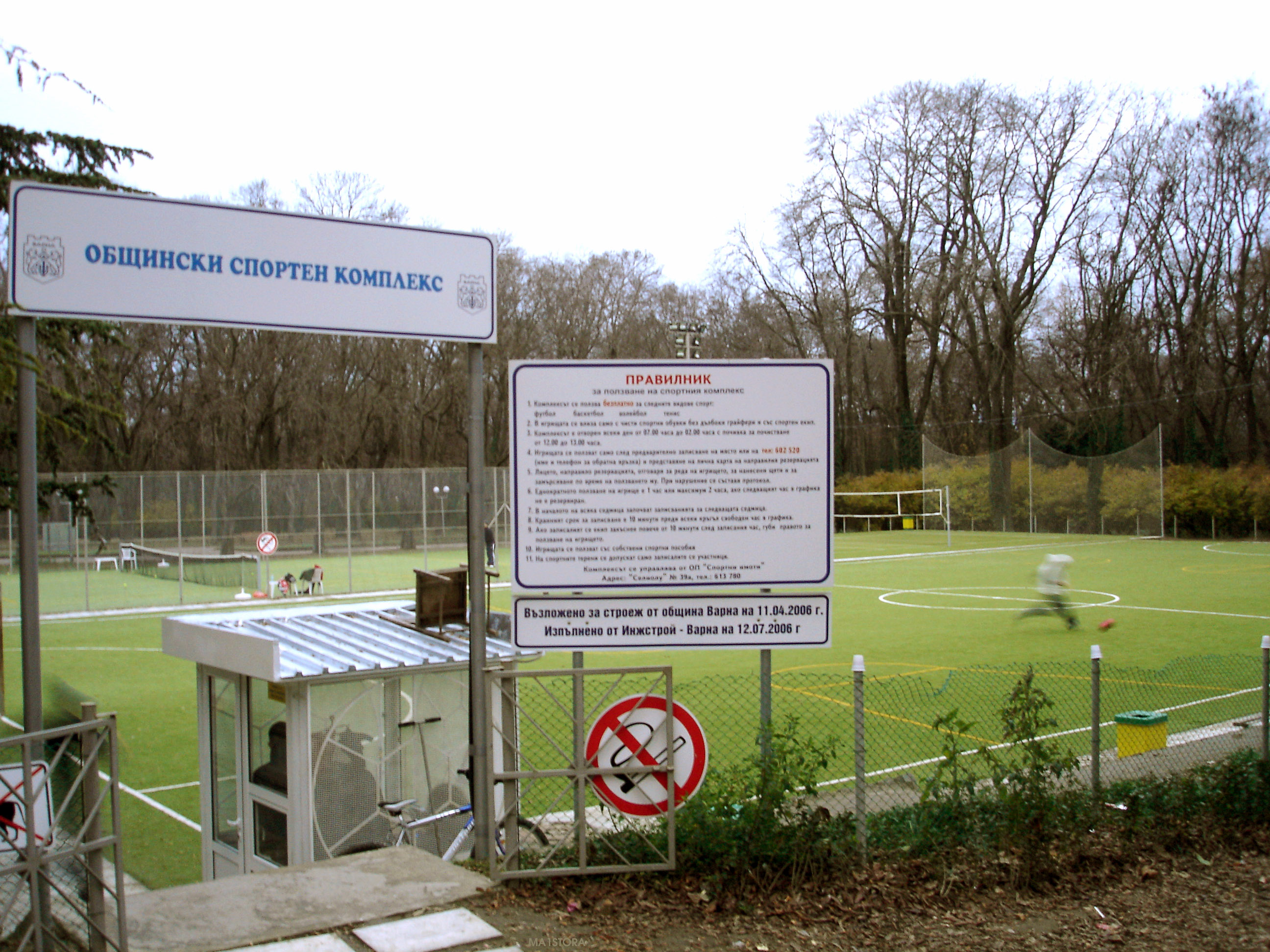
Complexul sportiv municipal
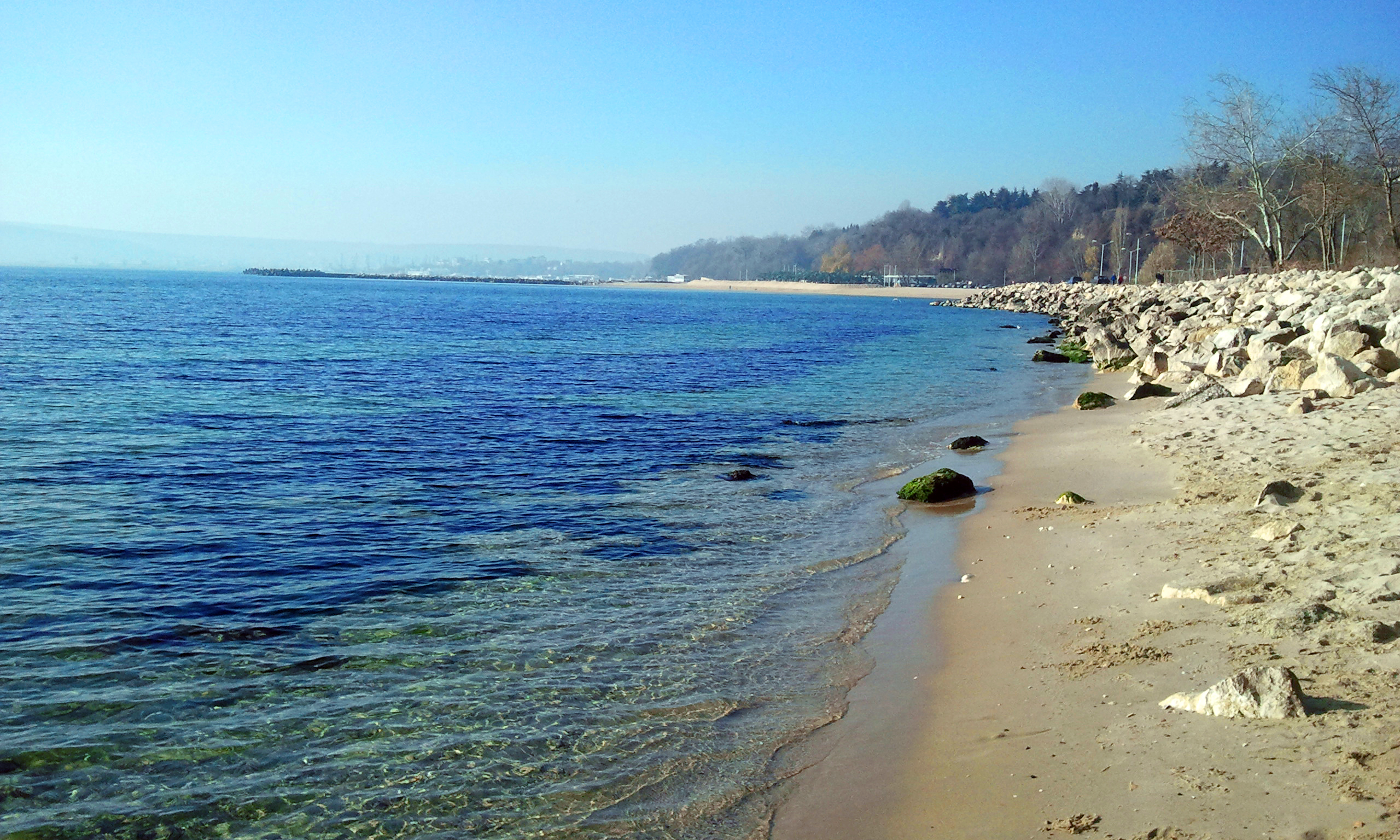
Plaja din fața Grădinii Mării
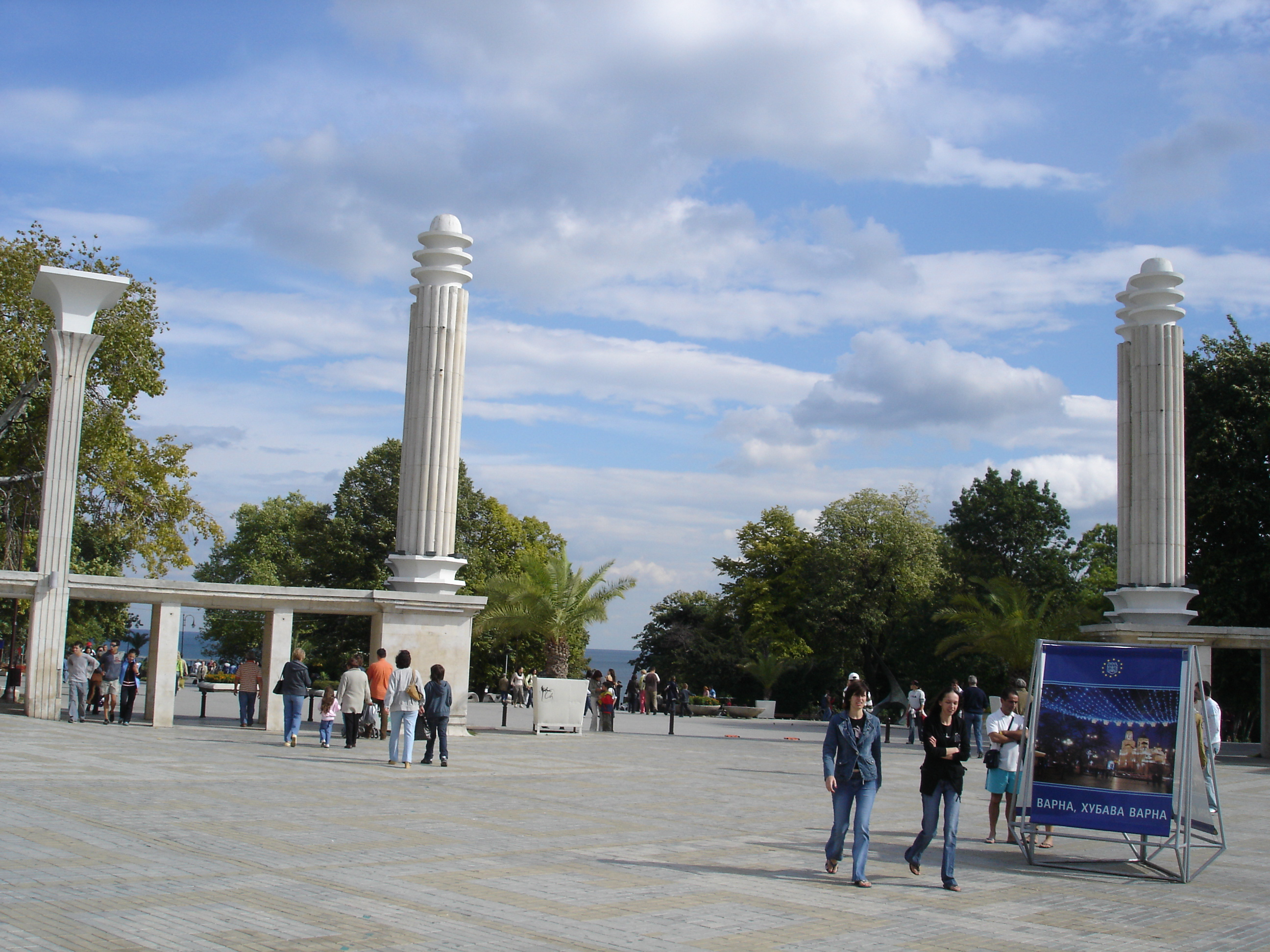
Intrarea principală în parc